# Dominowo (gmina)
Dominowo – gmina wiejska w województwie wielkopolskim, w powiecie średzkim. W latach 1975–1998 gmina położona była w województwie poznańskim.
Siedziba gminy to Dominowo.
Według danych z 31 marca 2011 gmina liczyła 2932 mieszkańców.

## Struktura powierzchni
Według danych z roku 2002 gmina Dominowo ma obszar 79,32 km², w tym:
- użytki rolne: 85%
- użytki leśne: 7%

Gmina stanowi 12,73% powierzchni powiatu.

## Demografia

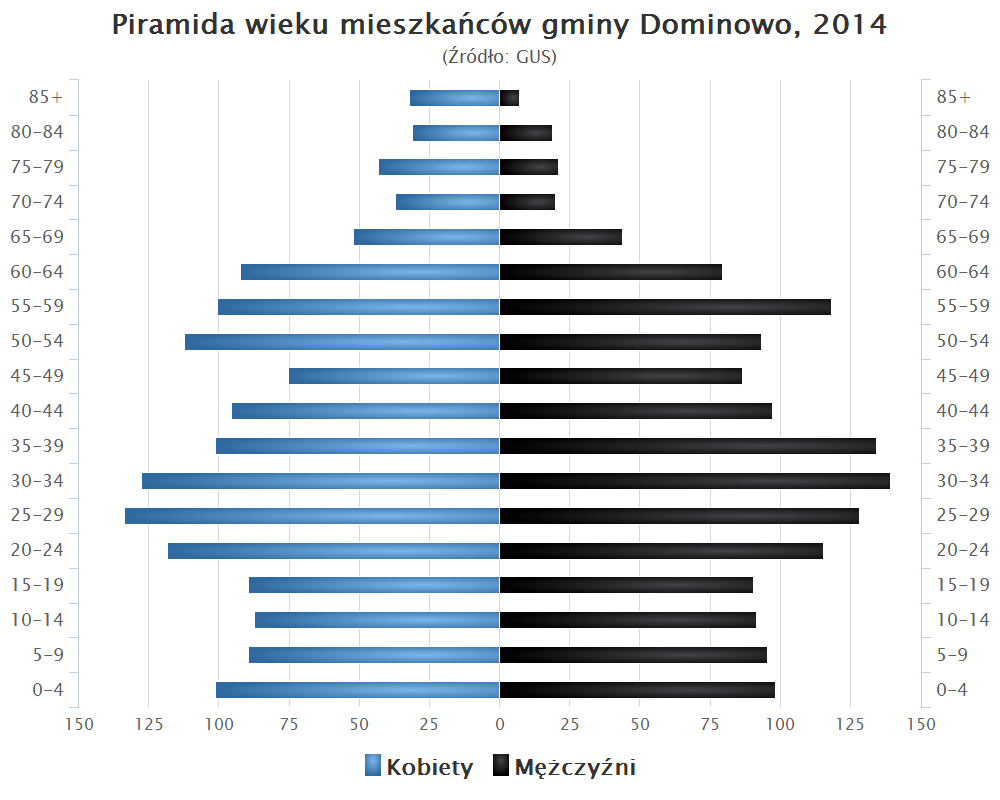
Piramida wieku mieszkańców gminy Dominowo w 2014 roku

Dane z 30 czerwca 2004:
| Opis                              | Ogółem | Ogółem | Kobiety | Kobiety | Mężczyźni | Mężczyźni |
| --------------------------------- | ------ | ------ | ------- | ------- | --------- | --------- |
| jednostka                         | osób   | %      | osób    | %       | osób      | %         |
| populacja                         | 2856   | 100    | 1457    | 51      | 1399      | 49        |
| gęstość zaludnienia (mieszk./km²) | 36     | 36     | 18,4    | 18,4    | 17,6      | 17,6      |

## Sąsiednie gminy
Kostrzyn, Miłosław, Nekla, Środa Wielkopolska, Września